# Monster Truck Rally
Monster Truck Rally, ou Stadium Mud Buggies, est un jeu vidéo de course de monster trucks développé par Realtime Associates et édité par INTV, sorti en 1989 sur les consoles Intellivision, et NES. Il s'agit du dernier jeu d'INTV avant sa faillite. La version Intellivision est rééditée en 2021 par Blue Sky Rangers.

## Système de jeu
Le jeu propose un système de courses multi-joueurs, en vue du dessus, sur des terrains boueux et accidentés. Plusieurs circuits sont disponibles : Hill Climb, Drag Race, Bog Tug-O-War, Car Crush, Donuts, Drawbridge, Combo Course. La version NES est un des rares jeux à exploiter le NES Four Score ou le NES Satellite permettant jusqu'à 4 joueurs.

## Développement
Le jeu est tout d'abord annoncé sous le titre Super Pro Monster Truck Rally, intégrant la gamme des jeux de sport Super Pro d'INTV. Il est développé pour l'Intellivision par Rick Koenig, et utilise une version améliorée du moteur précédemment créé pour Motocross. L'adaptation NES, également programmée par Koenig, est la première et unique tentative d'INTV sur le marché de la console de Nintendo. Les graphismes sont de Connie Goldman, et la musique est signée George « The Fatman » Sanger. Scott Robitelle et Mike Sanders apportent leur aide technique pour la version NES, sous la direction de Dave Warhol.
Monster Truck Rally arrive à un moment critique pour INTV Corp, puisque l'entreprise est au bord de la faillite. Officiellement, c'est afin d'éviter d'associer la version NES à l'image d'une console Intellivision vieillissante qu'il est décidé de donner des titres distincts pour chaque plateforme, la version Intellivision devenant ainsi Stadium Mud Buggies avant sa sortie. Mais le choix d'INTV de céder la distribution de la version NES à un autre distributeur, dans un ultime espoir de lever des fonds, a pu y contribuer.

## Héritage
Stadium Mud Buggies est présent, émulé, dans la compilation Intellivision Lives! (en) sortie sur diverses plateformes, ainsi que dans A Collection of Classic Games from the Intellivision sortie en 1999 sur Playstation.
Stadium Mud Buggies fait partie des jeux intégrés dans la console Intellivision Flashback, sortie en 2014.
En mai 2022, la cartouche Intellivision Collection 2 porte douze titres de l'Intellivision, dont Stadium Mud Buggies, sur les consoles Evercade.